# Harriet Martineau
Harriet Martineau (Norwich, 12 de junho de 1802 - Ambleside, 27 de junho de 1876) foi uma jornalista, escritora, ativista e socióloga britânica. Harriet Martineau nasceu na Grã-Bretanha em uma família de huguenotes franceses. Ficou conhecida como a mãe ou uma das mães fundadoras da sociologia. Também recebeu destaque como jornalista, por seu compromisso social. Martineau inaugurou a Sociologia ao realizar pesquisa de campo e análises sociais ainda na primeira metade do século XIX (ALCÂNTARA, 2021; 2022). Mas, infelizmente, é lembrada apenas como uma colaboradora para a história da sociologia na condição de tradutora para a língua inglesa dos trabalhos do francês Auguste Comte, promovendo a difusão das ideias positivistas do filósofo. Daí não decorre que ela tenha sido uma positivista, pois sua obra já era densa e numerosa quando ela decide traduzir uma obra de Comte, a partir de um posicionamento completamente ético (MARTINEAU, 2022). Existe uma alegação de que isso foi o mais próximo que Martineau esteve do domínio da sociologia formal, devido ao forte androcentrismo da época. Entretanto, essa afirmação não procede.[carece de fontes?]
Por meio de sua irmã, Elizabeth Martineau, é Tia-avó de Catarina, Duquesa de Cambridge, por 6 Gerações.[carece de fontes?]

## Infância
Harriet Martineau nasceu em Norwich, Inglaterra, como a sexta de oito filhos de Thomas, um fabricante de tecidos, e Elizabeth (nascida Rankin). A família Martineau era de ascendência huguenote francesa e professava crenças unitárias. Harriet tinha uma relação tensa e carente de afeto com sua mãe, que a abandonou a uma ama de leite ineficaz, deixando-a faminta nas primeiras semanas de vida.
A infância de Harriet foi diferente da de uma criança comum, sendo financeiramente confortável e amiga da influente família Gurney. No entanto, a família perdeu sua riqueza em 1825-26 devido ao colapso do mercado de ações. Harriet era próxima de seu irmão James, que se tornou filósofo e clérigo.
Harriet via sua mãe como o oposto das qualidades calorosas necessárias para as meninas e criticava a pressão materna para o comportamento feminino adequado. Apesar disso, Harriet e sua irmã Rachel alcançaram sucesso acadêmico, com Rachel dirigindo sua própria academia unitária.

## Educação
Na família Martineau, Elizabeth garantiu que todos os filhos recebessem uma educação adequada. Harriet começou sua educação em casa, ensinada por seus irmãos mais velhos, e frequentemente sofria zombarias. Aos nove anos, ela foi para uma pequena escola dirigida pelo Sr. Perry, que lhe proporcionou um ambiente de aprendizado positivo e incentivou seu desenvolvimento intelectual. Harriet desenvolveu interesse por Shakespeare, economia política, filosofia e história, apesar de suas inseguranças sobre sua deficiência auditiva, caligrafia ruim e aparência do cabelo.
Mais tarde, Harriet frequentou uma escola interna feminina administrada por seus tios em Bristol, onde iniciou pesquisas autodirigidas em latim, grego, italiano e Bíblia. Seu irmão James, com quem tinha um relacionamento próximo, sugeriu que ela começasse a escrever para lidar com a separação quando ele foi para a faculdade.

## Carreira como escritora
Martineau começou a perder os sentidos do paladar e do olfato ainda jovem. Ela era surda e precisou usar uma trombeta auditiva aos 12 anos, mas evitou usá-la até os vinte e poucos anos para evitar o assédio. Isso marcou o início de muitos problemas de saúde. Com a morte do pai e a necessidade de se sustentar, ela se tornou uma escritora ávida. Em 1821, começou a escrever anonimamente para o Monthly Repository, um periódico unitário, e publicou "Female Writers of Practical Divinity" e Devotional Exercises and Addresses, Prayers and Hymns em 1823.
Em 1823, seu irmão James a apresentou a John Hugh Worthington, com quem ficou noiva, mas nunca se casou devido à morte dele. Em sua autobiografia, Harriet revelou sentir um estranho alívio, pois o relacionamento era cheio de estresse e desentendimentos. Ela permaneceu solteira.
Seus primeiros romances, incluindo Principle and Practice (1827) e Five Years of Youth: or, Sense and Sentiment (1829), foram publicados nesses anos. Em 1829, o negócio têxtil da família faliu, e Harriet, então com 27 anos, começou a vender artigos para o Monthly Repository e a fazer trabalhos de costura para sustentar a família, ganhando prêmios da Unitarian Association e estabelecendo-se como uma escritora freelance confiável.
Na autobiografia, Harriet refletiu sobre o sucesso como escritora e a falência do negócio do pai, descrevendo-a como "uma das melhores coisas que nos aconteceu", pois permitiu-lhe "viver de verdade em vez de vegetar".
Seu primeiro livro encomendado, Illustrations of Political Economy (1832), foi um tutorial fictício destinado a ajudar o público a entender as ideias de Adam Smith. Publicado com uma tiragem inicial de 1500 cópias, o livro tornou-se rapidamente bem-sucedido, superando até Charles Dickens em vendas. Martineau então concordou em compor uma série de histórias mensais ao longo de dois anos, com a ajuda do irmão James.
Os trabalhos subsequentes ofereceram tutoriais fictícios sobre economistas políticos como James Mill, Bentham e Ricardo. Ela usou Malthus para formar sua visão sobre a tendência da população humana de exceder seus meios de subsistência, promovendo o controle populacional através de "verificações voluntárias" como a castidade e casamentos tardios.
Um de seus trabalhos de ficção mais populares foi Deerbrook (1839), focado no realismo doméstico e inspirado nas obras de David Hartley. Esse romance mostrou o desenvolvimento de Harriet tanto na escrita de ficção quanto na compreensão das teorias que abordava.

## Teorias científicas
Harriet Martineau propôs teorias de economia política em "Illustrations of Political Economy", sendo vista como uma pioneira que combinou ficção e economia numa época em que "a ficção reivindicava autoridade sobre o conhecimento emocional, enquanto a economia reivindicava autoridade sobre o conhecimento empírico". Seu texto abriu caminho para a entrada das mulheres na economia, colocando-as no centro da teoria e prática econômica.
Desde 1831, Martineau escreveu sobre "Economia Política", com o objetivo de popularizar os princípios do capitalismo laissez-faire, sem reivindicar originalidade teórica. Suas reflexões em "Society in America" (1837) e seu livro "How to Observe Morals and Manners" (1838) exemplificam seus métodos sociológicos, abordando leis sociais gerais como o progresso, a ciência e a dinâmica populacional.
Martineau traduziu e condensou a obra de Auguste Comte, "Cours de Philosophie Positive", publicando "The Positive Philosophy of Auguste Comte" em 1853. Este trabalho foi recomendado pelo próprio Comte a seus alunos, destacando Martineau como uma socióloga de destaque, sendo considerada por alguns como a primeira socióloga mulher.